# Wegscheid (Gemeinde Mariazell)
Wegscheid ist eine Ortschaft von Mariazell in der Steiermark.
Die Rotte befindet sich südlich von Gußwerk im Tal des Aschbach an einer Weggabelung, wo man sich für den Weg über den Steirischen Seeberg oder über das Niederalpl entscheiden muss.

## Sehenswürdigkeiten
- Filialkirche Wegscheid
- In der Spielmäuer westlich über dem Ort gibt es seit 2016 den „Kletterpark Spielmäuer“.[1]